# Hôpital Laniado
L'hôpital Laniado est un hôpital israélien situé à Netanya, qui dessert la région de la plaine du Sharon. Il a été fondé en 1975 par un rabbin survivant de la Shoah, Yekusiel Yehudah Halberstam, dont la femme et les onze enfants ont péri durant la Seconde Guerre mondiale. L'hôpital est géré par la dynastie hassidique de Tsanz.

## Histoire
Le rabbin Halberstam initia son projet dans les années 1960, peu après son installation en Israël. L'hôpital fut ouvert en 1975.
Aujourd'hui, il est l'un des mieux appréciés d'Israël pour la qualité des soins et des services.[réf. nécessaire] Ses principaux départements sont: chirurgie obstétrique, cardiologie, diabète, stérilité. L'hôpital est également doté de son propre laboratoire de recherche.

## Liens
- site web officiel
- site web pour le Royaume-Uni
- site web pour les États-Unis
- Fonds de développement de l'hôpital de Laniado Hospital